# Lisburn
Lisburn (irl. Lios na gCearrbhach, 31 800 ab.) è una città del Regno Unito, in Irlanda del Nord, a 12 km da Belfast.
La città si trova sul fiume Lagan, che la divide tra le contee di Antrim e Down. Amministrativamente fa parte del Distretto di Lisburn e Castlereagh, di cui è il capoluogo.
L'economia è basata principalmente su agricoltura e allevamento, e sono sviluppate le industrie meccaniche e tessili.

## Sport

### Calcio
La squadra principale della città è il Lisburn Distillery.